# Gerardo Camps
Pour les articles homonymes, voir Camps.
Gerardo Camps Devesa, né le 30 juin 1963, est un homme politique espagnol membre du Parti populaire (PP).
Il est élu député de la circonscription d'Alicante lors des élections générales de novembre 2011.

## Biographie

### Vie privée
Il est marié et père de deux enfants.

### Profession
Gerardo Camps Devesa est licencié en droit par l'Université de Valence et avocat.

### Carrière politique
Il a occupé diverses responsabilités politiques au sein du Parlement valencien et du Gouvernement de la Communauté valencienne.
Le 20 novembre 2011, il est élu député pour Alicante au Congrès des députés et réélu en 2015 et 2016.